# Поперечний Анатолій Григорович
Анатолій Григорович Поперечний (22 листопада 1934, Нова Одеса – 18 травня 2014, Москва) – радянський і російський поет українського походження, лауреат всесоюзних конкурсів, академік Академії проблем безпеки, оборони і правопорядку.

## Дитячі роки
У 1938 році родина Поперечних переїхала з Нової Одеси до Миколаєва. У серпні 1941 року 7-річному Анатолію разом з матір'ю, медсестрою санітарного ешелону, довелося перетнути країну від Дніпра до Уралу. До цих пір в пам'яті — переправа через Дніпро, коли на колону біженців і поранених почали пікірувати фашистські «мессери». Військове дитинство А. Поперечного пройшло на Уралі. Це були найважчі роки для країни, і Анатолій відчував це всім серцем, не захищеним від образ і гіркоти. Було страшно зірватися у прірву «безбатченка», побутовщиною, хуліганства. Але допомогли листи батька з фронту, допомогли книги, допомогла мама.
У 1944 році Анатолій з матір'ю повернувся до Миколаєва. Служив юнгою на есмінці «Кмітливий». «Я там і палубу драїв, і в кубрику жив, і форму мені видали! Мені дуже подобалося, — згадує Анатолій Григорович. — Але батько повернувся з фронту і забрав мене, треба, мовляв, навчання продовжувати. Не зроби він цього, пішов би я з морської частини». Морська тематика згодом знайшла широке відображення у творчості поета. Анатолій рано почав писати вірші, проте складати доводилось крадькома: забороняв батько, який хотів у майбутньому бачити сина агрономом, інженером, але тільки не поетом.

## Поет і Миколаївщина
Закінчивши десятирічку, Анатолій пішов працювати на Чорноморський суднобудівний завод, спочатку підсобним робітником у «гарячому» цеху, потім співробітником редакції заводської багатотиражної газети «Трибуна Стахановця». Писав нариси, в тому числі у віршах, про робітників заводу. Його вірші почали з'являтися в місцевій газеті «Південна правда», а незабаром і в центральних газетах.
Одночасно Поперечний А. Г. вчився на заочному відділенні філфаку  Миколаївського педінституту (згодом перевівся у Ленінградський педагогічний інститут імені Герцена). На заводі зблизився з робочими людьми, познайомився з цікавими людськими долями, нелегкими, а часом і трагічними.
У багатьох своїх віршах поет створює картини, в яких ми асоціативно дізнаємося прикмети, колорит рідного краю, - «За вікнами розламувався степ дорогою білою до скіфського кургану». Тема Миколаївщини звучить в таких творах поета як «Родовід», «Земля», «Август», «За лиманом», «Полудень», «Серпневе поле», «Варварівський міст», поемах «Ядро», «Горячий цех» і багатьох інших.

## Літературна діяльність
У 1957 році А. Поперечний послав рукопис своїх віршів у Москву, у видавництво «Радянський письменник». Несподівано для себе отримав схвальний лист і дві позитивні рецензії. На ті часи для нікого не відомого автора це було нечувано. Серед рецензентів, позитивно вирішили долю першої книги А. Поперечного, був А.П. Межиров. Перша книга для віршотворця – це його поетичний паспорт, його духовна особа і разом з тим заявка, з якою він прийшов у світ. Таким документом для А. Поперечного стала збірка віршів і поем «Повний місяць», що вийшов в «Радянському письменнику» в 1959 році в Ленінграді. Молодого поета визнали відразу, його твори почали друкувати в багатьох журналах. У 1960 році вийшла друга книга віршів і поем – «Червоні листя». Як і в першій, в ній ще відчувався вплив поезії Е. Багрицького, П. Васильєва, Б. Корнілова. Однак А. Поперечний не приховував своєї тяги до учнівства у цих великих майстрів, різних, але разом з тим створили цілий напрям у вітчизняній поезії, де завжди цінувалися яскравість і барвистість образу, метафоричність, «подесятереного» почуття життя, буття в «прекрасному, шаленому світі» .
У 1960 році А. Поперечного прийняли до Спілки письменників СРСР, де він був обраний секретарем комсомольської організації. Незабаром його запросили завідувати відділом поезії в московський журнал "Жовтень", і А. Поперечний разом з дружиною і сином переїхав до столиці. Почалася «нове» життя зі «старими» турботами, в болісних пошуках «свого» слова.  Він багато їздив по країні, зустрічався з людьми різних професій, намагався збагнути суть подій поточного життя. Так, одного разу довелося порибалити на Каспії нарівні з професійними рибаками, пожити в самій глибинці, зіткнутися з трагічною долею рибачки Мані, щоб привезти і покласти на письмовий стіл майже готову поему «Червоні камені». По можливості намагався завжди досконально вивчити «матеріал» або пережити те почуття, стан, який збирався описати. Побував на будівництвах – в Сибіру, на Уралі, в Білорусі, в Україні, довго жив у Забайкаллі. Там, в Забайкаллі, народилася книга «Ядро». Зовнішність сучасників, духовний пошук ідеалу склали серцевину цієї книги. Тільки відходячи від буйного «різнотрав'я» образів і метафор, властивих його раннім книгам, поет все пильніше вдивлявся в долі людей, своїх сучасників, у світ пам'яті, у світ дитинства. Так з'явилася книга віршів «Орбіта», що прийшла в поезію на початку 1960-х років, у розпал так званої «естрадної» поезії, А. Поперечний ніколи не відмовлявся від цивільних тем, проповідував тиху, душевну лірику. Він увійшов до плеяди таких поетів, як Р. Казакова, В. Цибін, Н. Рубцов, В. Гордейчев, А. Передреев.
А. Поперечний – автор 22 збірок поем і віршів: «Повний місяць» (1959), «Червоні листя» (1960), «Чорний хліб» (1960), «Невидимий бій» (1962), «Орбіта» (1964), «Росія, Батьківщина, Любов» (1964), «Нічні поїзди» (1965), «Дев'яте коло» (1968), «Лють-життя» (1973), «Ядро» (1975), «Серпневе поле» (1976), «Зелена хвіртка» (1981), «Лік» (1982), «Вибрані вірші та поеми» (1984), «Трава у дома» (1985), «Данина» (1987), «Нічні переправи» (1988). Він видав кілька перекладних книжок (з грузинської, вірменської, башкирської, єврейської), а також збірник оповідань для дітей «Зюйдвестка». Поет є автором драми «Вогняна легенда» (спільно з Л. Митрофановим). У 1968 році вийшла книга А. Поперечного та І. Глазунова «Росія, Батьківщина, Любов», яка була задумана як ліро-епічна композиція у картинах та віршах. Це видання – результат творчої співдружності поета і художника, які кожен по-своєму відтворюють етапи історичної долі Росії. А. Поперечний – автор великої кількості публікацій і критичних статей в періодичній пресі.
Більше двадцяти віршів і поем Анатолія Поперечного присвячені Великій Вітчизняній війні. Цілий цикл: «Йшов солдат», «Виноградник», «Госпіталь» та ін. Можна тільки дивуватися тому, як тільки дитяча свідомість Анатолія Поперечного, якому не було і семи років. коли вибухнула війна, змогла зафіксувати її суть і деталі. Картина, зображена ним на переправі через Дніпро у вірші «Паром сорок першого року», приголомшує своєю страшною реальністю. Але як у рядках про війну, так і у всій поетичній палітрі поета немає безвихідності.
Особливе місце у творчості А. Поперечного займає пісня.  Саме рядки, які стали піснями, принесли йому всенародну славу.  Пісні, створені у співавторстві з такими композиторами, як О. Долуханян, Н. Богословський, Я. Френкель, Ю. Саульський, Д. Тухманов, Є. Птичкиним, В. Шаїнський, В. Матецький, В. Мігуля, І. Крутой, І. Матета, О. Іванов, А. Морозов, В. Добринін, Є. Стіхін, Е. Ханок, Є. Бедненко, В. Семенов, Є. Щекалев, А. Зуєв та інші, увійшли до репертуару Л. Зикіної, К . Шульженко, Й. Кобзона, Л. Лещенко, С. Ротару, Є. Шавріна, В. Толкунової, В. Трошина, М. Гнатюка, М. Чепрага, О. Воронець, Л. Доліної, В. Леонтьєва, Е. П'єхи , І. Аллегрової, груп «Сябри», «Пісняри», «Вераси», ВІА «Полум'я», М. Євдокимова, Н. Бабкіної, М. Шуфутинського та інших виконавців. «Солов'їний гай», «Малиновий дзвін», «Олеся», «Весільні коні», «Малинівка», «Лелека на даху», «Чому, не знаю», «Трава у дома», давно визнані естрадної класикою. У них багато світла, радості, ніжності, доброти, тривоги, переживань, вони дарують таємні почуття, натхнення, спогади, сподівання, окриляють серця людей.
За словами А. Поперечного, пісня – це доля людини, а іноді – цілого  покоління людей.  Поет вважає, що робота в пісні наближає його до некрасовского розуміння поезії і народності, її громадянської суті. Він переконаний, що «вірші, вистраждані, створені про людей і для людей і покладені на талановиту музику, необхідні». У поезії Анатолія Поперечного є те, що змушує слухача задуматися і відчути пісню. Його поезія сходить до висот народної творчості, відображаючи долю і дух народу і роблячи популярність пісні та їх виконавців.
Поет вважає, що в пісні повинна завжди бути присутня соборність, пісня повинна збирати, об'єднувати, мирити людей. Художнє мислення А. Поперечного відрізняється активною асоціативністю, глибоким психологізмом, які допомагають йому проникати в потаємні куточки людської душі. Його твори – данина Батьківщині, отчому дому, «малиновий дзвін», що пливе від долі і величі Батьківщини. Його творчість – данина природі, любові, вірності, селу, орачеві, ковалю і кораблю, дитинства і отроцтва, життя взагалі, перед якою він вважає себе вічним боржником.
4 грудня 2000 р. в Державному Центральному концертному залі «Росія» пройшов ювілейний, присвячений 40-річчю творчої діяльності, вечір А. Поперечного «Росія, Батьківщина, Любов», на якому він виступив не тільки як визнаний народний поет Росії, але і як композитор: на вечорі вперше пролунав написаний на його вірші і музику марш «Бородіно».
Творчі вечори поета неодноразово проводилися в Центральному будинку літераторів: у 2004 році пройшов ювілейний вечір до 70-річчя поета, а в 2005 році – творчий вечір «Нічого не шкодуючи для людей».
У 2005 році, до 60-річчя Перемоги у Великій Вітчизняній війні, вийшов альбом пісень про війну «Весняна побілочка», присвячений пам'яті прадідів, дідів і батьків, які захистили нас і Вітчизну. До альбому увійшли 15 пісень на вірші поета, які виконували зірки радянської та російської естради К. Шульженко, Е. Хіль, Л. Зикіна, І. Кобзон, брати Радченко, Л. Сенчина, М. Распутіна, М. Гнатюк, А. Булдаков , Я. Євдокимов, болгарський співак Б. Кіров, Ансамбль пісні і танцю імені Александрова.
Анатолій Григорович захоплювався художньою літературою, особливо виділяв М.В. Гоголя, Т.Г. Шевченко і В.М. Шукшина. Вільний час любив проводити на природі.
Анатолій Григорович довгий час жив і працював у Москві. Помер 18 травня 2014 року.

## Ознаки  індивідуального стилю
Поезія А. Поперечного – своєрідна сповідь сучасника про болі і радощі століття. У ній поєднуються барвистість, мовна колоритність, широта перенесеної інтонації. Герої його віршів - люди важкої, а часом трагічної долі. У пошуках істини, у подоланні зла бачить сенс життя ліричний герой поета. Поперечний з властивою йому експресією розвиває теми любові, Батьківщини, земної закоханості у навколишній світ, проповідує гармонію людини і природи. Вірність громадянському обов'язку виражена в таких віршах:
|  | Ненавиджу брехливі слова І у вогонь зіграла золу! Ніколи землі я не збрешу. |

Поетичний світ поета різноманітний. Це і філософські пошуки сенсу буття, своїх історичних коренів, призначення поета, любов, Батьківщина, і болісні пошуки свого слова. Художнє відображення дійсності в творах поета позначено яскравим ліризмом, живою образністю, афористичним стилем.
Поезія А. Поперечного своєю мелодійністю привернула увагу композиторів-піснярів. А. Долуханян, прочитавши його вірш «Солдатка», вирішив покласти його на музику і попросив поета змінити назву на «Рязанські мадонни» та написати приспів. Ця пісня у виконанні Л. Зикіної завоювала величезну популярність, облетіла весь світ, записувалася в багатьох країнах, у тому числі в Японії, у Франції.

## Нагороди
Поперечний А. Г. - академік Академії проблем безпеки, оборони і правопорядку. Нагороджений орденом Петра Великого (2004), заснованим цієї академією.
У місті Нова Одеса 2014 року встановлена меморіальна дошка в пам'ять про видатного земляка

## Твори
Поеми та вірші
- Повний місяць (1959)
- Червоні листя (1960)
- Чорний хліб (1960)
- Невидимий бій (1962)
- Орбіта (1964)
- Росія, Батьківщина, Любов (1964)
- Нічні поїзди (1965)
- Дев'яте коло (1968)
- Лють-життя (1973)
- Ядро (1975),
- Серпневе поле (1976)
- Зелена хвіртка(1981)
- Лік (1982)

## Вибрані вірші та поеми
- Трава у дома (1985)
- Данина (1987)
- Нічні переправи (1988)
- Три майстри
- Цар-токар
- Гарячий цех
- Паром сорок першого року
- Росія, Батьківщина, Любов (1968)
- Йшов солдат
- Виноградник
- Госпіталь
- Варварівський міст (2004)
- Родовід
- Земля
- Август (1988)
- За лиманом
- Полудень

## Пісні
- Солов'їний гай
- Малиновий дзвін
- Олеся
- Весільні коні
- Малинівка
- Лелека на даху
- Чому, не знаю
- Трава у дома (1985)

## Драма
- Вогняна легенда (спільно з Л. Митрофановим)

## Оповідання
- збірник оповідань для дітей «Зюйдвестка»